# Barbadás
Barbadás är en kommun i Spanien. Den ligger i provinsen Ourense i den autonoma regionen Galicien i nordvästra delen av landet, 400 km nordväst om huvudstaden Madrid. Antalet invånare är 11 176 (2024). Arean är 30,02 kvadratkilometer. Barbadás gränsar till Ourense, San Cibrao das Viñas, A Merca, Cartelle och Toén. 